# Dicranum subarctocarpum
Dicranum subarctocarpum är en bladmossart som beskrevs av Georg Ernst Ludwig Hampe 1878. Dicranum subarctocarpum ingår i släktet kvastmossor, och familjen Dicranaceae. Inga underarter finns listade i Catalogue of Life.